# HRAX
HRAX-FM (93.3 FM) es una estación de radio comercial de San Pedro Sula, Honduras con formato radial de música ranchera y regional mexicana . HRAX-FM tiene el nombre "Musiquera" y es propiedad de la empresa Asesores Gerenciales Multimedia.

## Historia
La emisora se fundó en noviembre de 1993 como "Musiquera" y se le asignó el Indicativo HRAX por Conatel.
Musiquera comenzó a transmitir por Internet en el año 2010.

## Información técnica
La torre de radio en San Pedro Sula ( 93.3 FM ) está ubicada en 15°28'17.0"N 88°03'05.0"W, tiene una potencia radiada efectiva (ERP) de 4036 watts .
La torre de radio en Tegucigalpa ( 105.3 FM ) está ubicada en 14°05'05.0"N 87°07'47.0"W, tiene una potencia radiada efectiva (ERP) de 8,464 watts . 